# Humphrey (Nebraska)
Humphrey je grad u američkoj saveznoj državi Nebraska. Prema popisu stanovništva iz 2010. u njemu je živjelo 760 stanovnika.